# ドノヴァン
ドノヴァン・フィリップス・レイッチ（Donovan Philips Leitch、1946年5月10日 - ）は、スコットランド出身のシンガーソングライター。通称「ドノヴァン」 (Donovan) として知られる。
ボブ・ディランらと並んで、フォークロックの草創期から活動するアーティストの代表格の1人に挙げられる。
2012年『ロックの殿堂』、2014年『ソングライターの殿堂』入り。

## 来歴

### 生い立ち
グラスゴーのメリーヒルで生まれる。幼少時にポリオウイルスに感染したが、幸いにも後遺症は残らなかった。1956年に一家はイングランドのハットフィールドに転居する。家族はスコットランドやイングランドのフォーク・ミュージックを愛し、彼はその影響を受けて14歳でギターを始める。
学校を卒業後、長年の友人ジプシー・デイヴと共にイギリスの周りを数年間、フォークソングを演奏しながら旅行した。

### 1960年代

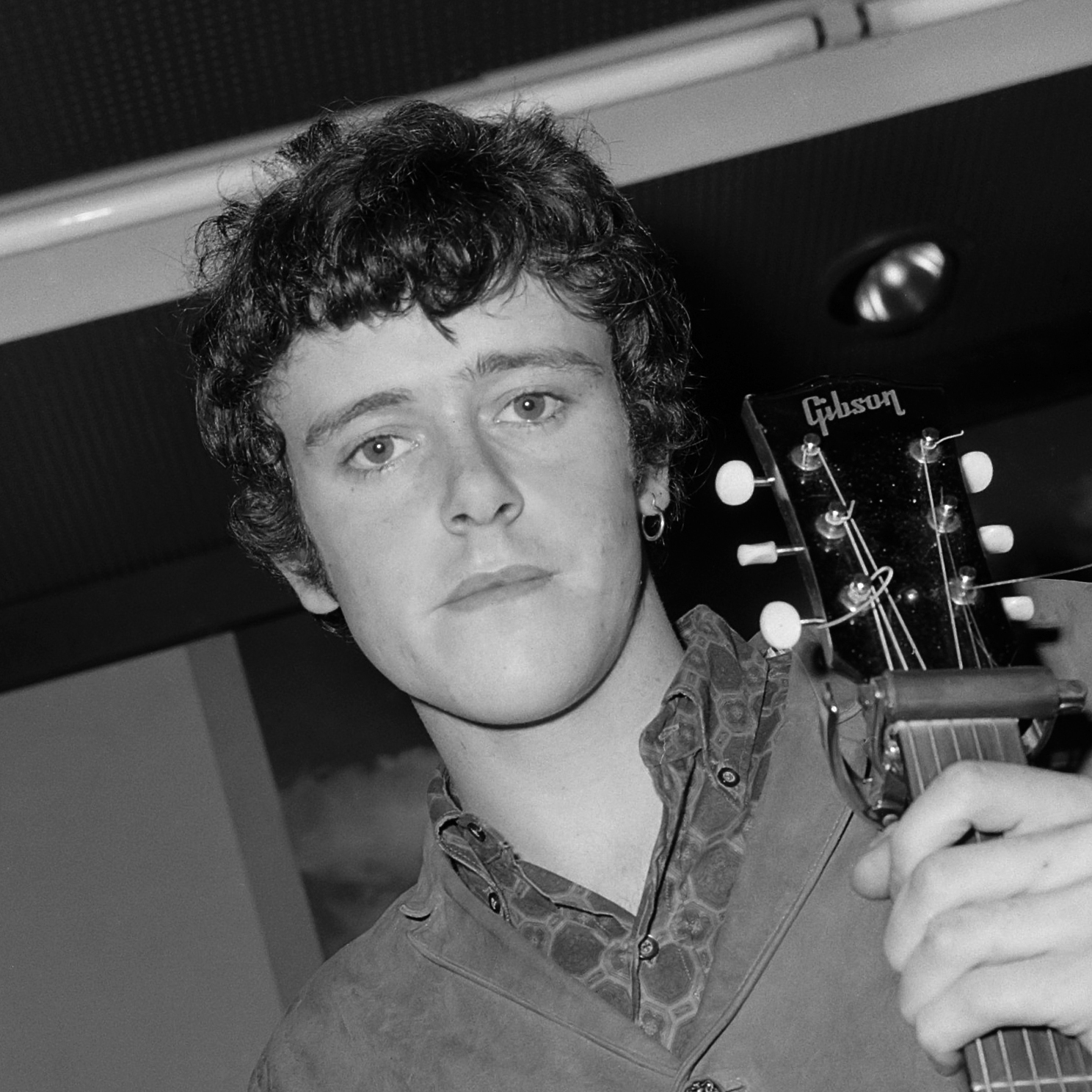
デビュー当時 (1965年7月)

1965年、デビューシングルの「キャッチ・ザ・ウィンド（Catch the Wind）」が全英シングルチャートで4位、ビルボード・Hot 100で23位を記録した。いくつかのテレビ番組に出演したが、彼の成功はイギリス国内に限られたものであった。
エピック・レコードと契約してプロデューサーのミッキー・モストと組んで、フォーク、ジャズ、ポップ、サイケデリック、ワールド・ミュージックを混合したスタイルで成功を得た。1966年、「サンシャイン・スーパーマン（Sunshine Superman）」が全米1位、「メロー・イエロー（Mellow Yellow）」が全米2位を記録した。1968年の「幻のアトランティス」は当時のニューエイジ思想の浸透に支えられ、全米7位を記録するほか、スイス、オランダ、ニュージーランドで1位を記録した。

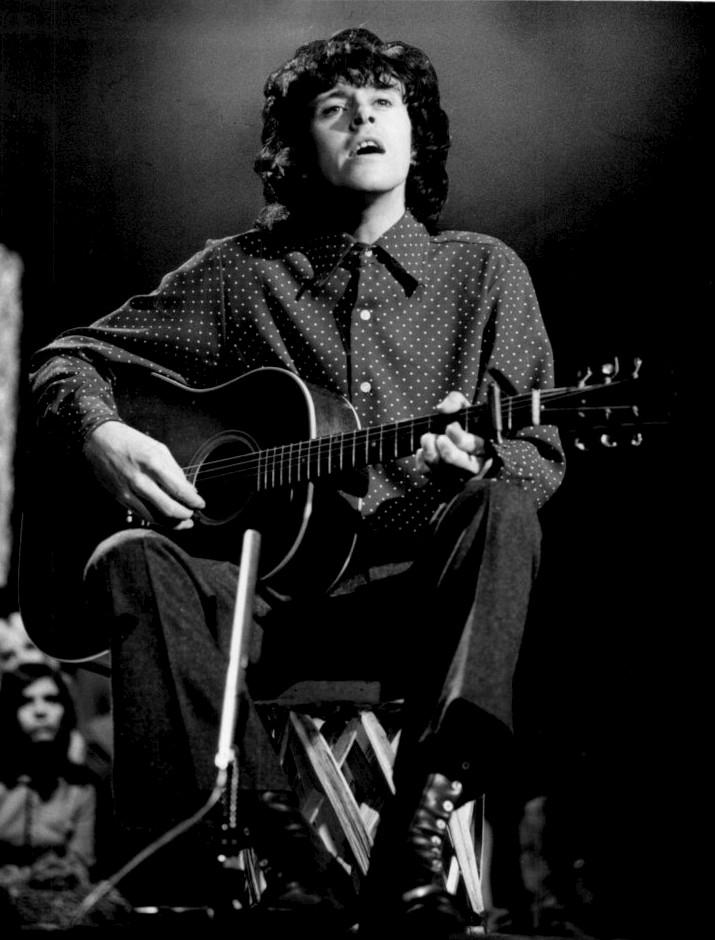
米TV・CBS出演時 (1969年3月)

モストがプロデューサーを務めた彼のレコーディングにはレッド・ツェッペリン結成前のジミー・ペイジ、ジョン・ポール・ジョーンズ、ジョン・ボーナムやジェフ・ベック・グループ、エンジニアのエディ・クレイマーなどが参加していた。
彼はビートルズとも親交を深め、ポール・マッカートニーの作詞に協力したりジョン・レノンにギター・テクニックを伝授したりするなど、彼らとコラボレーションを行った数少ないアーティストの一人だった。1968年には、ビートルズ、女優のミア・ファロー、ザ・ビーチ・ボーイズのマイク・ラヴと共にインドを訪問している。

### 1970年代と1980年代
1970年と1973年に来日。1974年には日本限定でアルバム『ライヴ・イン・ジャパン: スプリング・ツアー・1973』が発表された。
彼は1970年代から1980年代にかけて、シーンから乗り遅れ気味になったものの、カントリー・ミュージックなどを取り入れながらコンサートやレコーディングを行った。しかしグラム・ロックの要素を導入した『コズミック・ホイールズ』（1973年）を最後に、以後数十年にわたって全英アルバムチャートから遠ざかった。アメリカでも『Slow Down World』（1976年）を最後にチャート入りしなくなる。

### 1990年代以降

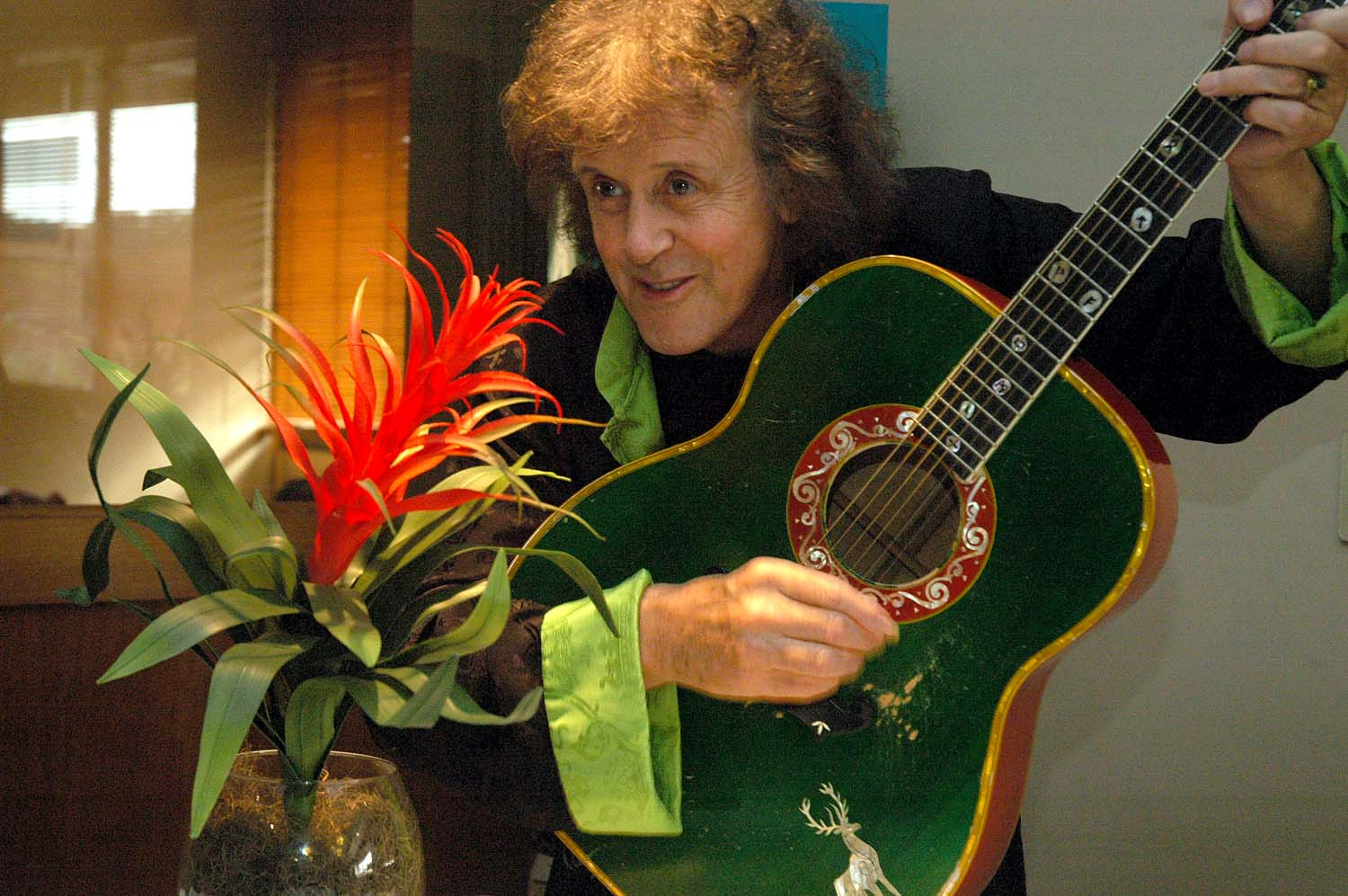
USA・ワシントンD.C.公演 (2007年8月)

彼は長い経歴の間に数度となく公演やレコーディングから身を引いたが、1990年代にはリバイバル・ブームによってその人気をやや回復したこともあって、1996年に著名なプロデューサーで彼の長年のファンでもあったリック・ルービンと共にアルバム『スートラ〜教典』をリリースした。
その後もコンスタントに活動しており、自主レーベル「Donovan Discs」を設立して2004年のアルバム『Beat Cafe』を皮切りにアルバムを発表している。同年には、映画『ブラザー・サン シスター・ムーン』（1972年）に提供した楽曲を再び録音して、アルバム"Brother Sun, Sister Moon"をiTunes Store限定で発表した。
息子のドノヴァン・レイッチ・ジュニア、子女アイオン・スカイは、共に俳優として活動している。

## ディスコグラフィ
詳細は en:Donovan discography を参照

### スタジオ・アルバム
- 『ホワッツ・ビン・ディド・アンド・ホワッツ・ビン・ヒィド』 - What's Bin Did and What's Bin Hid [イギリス]（1965年）
  - 『キャッチ・ザ・ウィンド』 - Catch the Wind [アメリカ]（1965年）
  - 『ドノヴァン/話題のフォーク・シンガー』[日本]（1965年）SL-1200-Y
- 『ドノヴァンのおとぎ話』 - Fairytale（1965年）PS-1321-Y
- 『サンシャイン・スーパーマン』 - Sunshine Superman（1966年）
- 『メロー・イエロー』 - Mellow Yellow [アメリカ]（1967年）
- 『ドノヴァンの贈り物/夢の花園より』 - A Gift from a Flower to a Garden（1967年）※ダブルアルバム。アメリカでは当初、別々にリリース。
  - Wear Your Love Like Heaven [アメリカ]（1967年）
  - For Little Ones [アメリカ]（1967年）
- 『ハーディー・ガーディー・マン』 - The Hurdy Gurdy Man [アメリカ]（1968年）
- 『バラバジャガ』 - Barabajagal [アメリカ]（1969年）
- 『オープン・ロード』 - Open Road（1970年）
- H.M.S. Donovan（1971年）イギリス以外発売
- 『コズミック・ホイールズ』 - Cosmic Wheels（1973年）
- 『エッセンス』 - Essence to Essence（1973年）
- 『セブンティーズ』 - 7-Tease（1974年）
- Slow Down World（1976年）日本未発売
- 『旅立ち』 - Donovan（1977年）
- Neutronica [フランス]（1980年）日本未発売
- Love Is Only Feeling（1981年）日本未発売
- Lady of the Stars（1984年）（別名 Sunshine Superman〈1994, 1997〉, Till I See You Again, Forever Gold, Golden Tracks）日本未発売
- One Night in Time（1993年）日本未発売 ※カセットのみでアルバムをリリース。
- The Children of Lir（1994年）日本未発売
- 『スートラ〜教典』 - Sutras (1996)
- Pied Piper（2002年）
- Sixty Four（2004年）
- Brother Sun, Sister Moon（2004年）
- Beat Cafe（2004年）
- Brother Sun, Sister Moon（2005年）※iTunes Store限定リリース
- Ritual Groove（2010年）
- Shadows of Blue（2013年）
- Lunarian（2021年）
- Gaelia（2022年）

### ライブ・アルバム
- 『イン・コンサート』 - Donovan in Concert（1968年）
- 『ライヴ・イン・ジャパン: スプリング・ツアー・1973』 - Live in Japan: Spring Tour 1973 [日本]（1974年）
- Rising [イギリス]（1990年）日本未発売
- The Classics Live [アメリカ]（1990年）日本未発売
- 25 Years in Concert [オランダ]（1990年）日本未発売
- 『ライジング・アゲイン』 - Rising Again（2001年）
- Greatest Hits Live: Vancouver 1986（2001年）

### コンピレーション・アルバム
- 『グレイテスト・ヒッツ』 - Donovan's Greatest Hits（1969年）
- The Best of Donovan（1969年）
- 『ドノバンのすべて』 - All About Donovan（1970年）
- Sunshine Superman - The Very Best of Donovan（2002年）

## 著作
- Leitch, Donovan (2006). The Hurdy Gurdy Man. Arrow; New Ed edition. ISBN 978-0099487036

『ハーディ・ガーディ・マン』ドノヴァン著　渚十吾監修　池田耀子訳　工作舎　2008年　ISBN 978-4-87502-412-5

## 日本公演
出典。

### 1970年
- 6月7日 大阪・大阪厚生年金会館
- 6月10日 東京・渋谷公会堂
- 6月14日 東京・東京厚生年金会館

### 1973年
- 3月17日 東京・日本武道館
- 3月19日 札幌・北海道厚生年金会館
- 3月20日 東京・東京厚生年金会館
- 3月22日 名古屋・名古屋市民会館
- 3月25日 大阪・フェスティバルホール
- 3月26日 大阪・大阪厚生年金会館